# Józef Grodecki (wojskowy)
Józef Grodecki (ur. 23 lipca 1895, zm. ?) – podpułkownik dyplomowany saperów Wojska Polskiego.

## Przebieg służby wojskowej
Urodził się 23 lipca 1895 w rodzinie Apoloniusza.
10 listopada 1924 generał brygady Leon Pachucki sporządził wniosek na odznaczenie kapitana Sztabu Generalnego Józefa Grodeckiego Orderem Virtuti Militari, w którym napisał: „podczas całej kampanii polsko-bolszewickiej 1919/1920 zajmuje stanowisko szefa oddziału operacyjno-informacyjnego sztabu 13 Dywizji Piechoty i jako taki wziął udział we wszystkich bitwach jakie toczyła wymieniona dywizja. Z racji swego stanowiska używany był częstokroć do zadań specjalnych, polegających na osobistym przekazywaniu rozkazów operacyjnych podwładnym jednostkom w chwilach wyjątkowo ważnych (przerwanie frontu, utrata łączności) i uczestniczenia w przebiegu operacji, celem zapewnienia jej toku zgodnie z zamiarami dowódcy dywizji”. Wskazując „okoliczności, które mogły wywrzeć wpływ na odznaczenie” generał Pachucki napisał: „kapitan Grodecki położył duże zasługi w organizacji Armii Polskiej we Francji, gdzie brał czynny udział w pracy organizacyjnej sztabu, jak na froncie, tak i w organizacji powojennej”.
1 czerwca 1921 nadal pełnił służbę w Dowództwie 13 Dywizji Piechoty, a jego oddziałem macierzystym był wówczas 2 pułk saperów w Puławach. 1 września 1921 został zatwierdzony na stanowisku szefa sztabu 27 Dywizji Piechoty w Kowlu. 3 maja 1922 został zweryfikowany w stopniu kapitana ze starszeństwem z dniem 1 czerwca 1919 i 152. lokatą w korpusie oficerów inżynierii i saperów. 3 listopada 1922 został odkomenderowany do Wyższej Szkoły Wojennej w Warszawie, w charakterze słuchacza II Kursu Doszkolenia. 15 października 1923, po ukończeniu kursu i otrzymaniu dyplomu naukowego oficera Sztabu Generalnego, został przydzielony do Oddziału II Sztabu Generalnego w Warszawie. 1 grudnia 1924 awansował na majora ze starszeństwem z dniem 15 sierpnia 1924 i 22. lokatą w korpusie oficerów inżynierii i saperów. 18 czerwca 1926 został przeniesiony z Oddziału II do 4 pułku saperów i wyznaczony na stanowisko dowódcy VII batalionu saperów. W kwietniu 1928 został przeniesiony macierzyście do kadry oficerów saperów z równoczesnym przydziałem do Inspektoratu Armii we Lwowie. W grudniu 1929 został przeniesiony do Oddziału IV Sztabu Głównego w Warszawie, w którym pełnił służbę przez kilka kolejnych lat. W latach 1937–1939 dowodził 8 batalionem saperów w Toruniu. W międzyczasie awansował na podpułkownika ze starszeństwem z dniem 1 stycznia 1936 i 6. lokatą w korpusie oficerów saperów.

## Ordery i odznaczenia
- Krzyż Walecznych[21][22]
- Złoty Krzyż Zasługi – 1938 „za zasługi w służbie wojskowej”[23][24]
- Medal Niepodległości[20]
- Odznaka Pamiątkowa Generalnego Inspektora Sił Zbrojnych – 12 maja 1936
- Krzyż Kawalerski Orderu Legii Honorowej[25]
- francuski Krzyż Wojenny[25]
- Medal Zwycięstwa[26]